# Белизско-бразильские отношения
Белизско-бразильские отношения — двусторонние дипломатические отношения между Белизом и Бразилией. Государства являются членами Организации Объединённых Наций.

## Дипломатические представительства
- Бразилии имеет посольство в Бельмопане[1].
- Белиз имеет почётное консульство в Форталезе[2].